# 에인트호번 공항

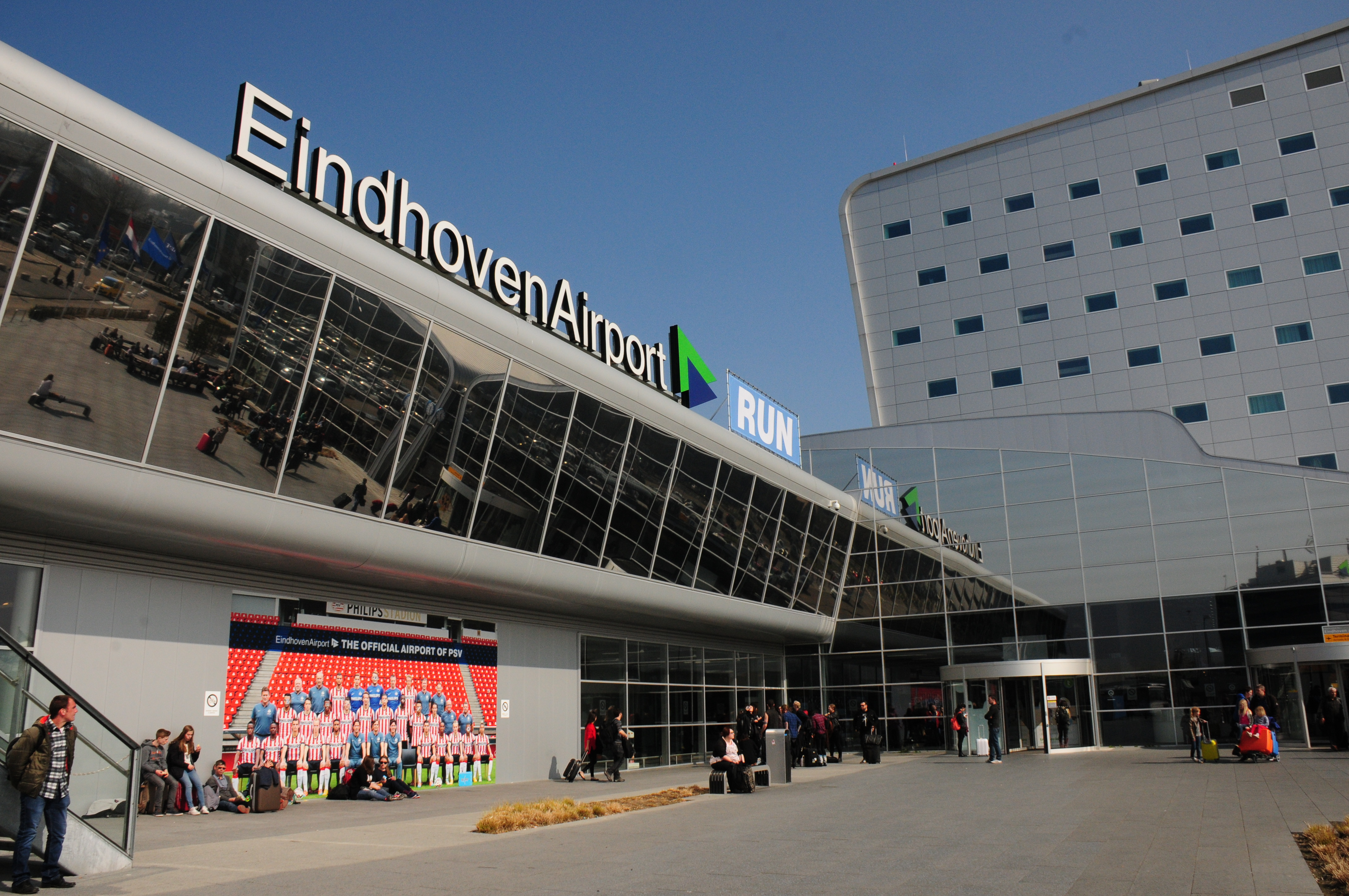

에인트호번 공항(Eindhoven Airport, IATA: EIN, ICAO: EHEH)은 네덜란드 노르트브라반트주 에인트호번에서 서쪽으로 7.6킬로미터 지점에 위치한 공항이다. 승객 수의 경우 네덜란드에서 2번째로 큰 공항으로, 2018년 승객 수는 6,200,000명에 달하였다. 이 공항은 시민용과 군용으로 모두 사용된다.